# Múmias do Mosteiro da Luz
As Múmias do Mosteiro da Luz são as múmias de duas irmãs da ordem espanhola das Concepcionistas localizadas no Mosteiro da Luz, em São Paulo, Brasil, em fevereiro de 2008. Supostamente, descoberta ocorreu por acaso, no momento em que ocorria uma escavação em busca do foco de cupins no local.
Os dois corpos mumificados estavam em um nicho em uma parede de taipa de pilão onde atualmente fica o Museu de Arte Sacra de São Paulo. Foram encontrados num salão que funcionava de cemitério das Irmãs Concepcionistas da Congregação da Imaculada Conceição entre os anos de 1774 e 1822, e a descoberta se deu quando funcionários martelavam a parede em busca de localizar o foco de cupins na construção. De acordo com informações posteriores, a localização das múmias teria sido fruto da busca pelo corpo de uma santa que poderia estar enterrada no mosteiro, dessa forma a informação de que a descoberta teria sido acidental não procederia. No século XIX um dos túmulos foi aberto após uma irmã dizer que ouvia barulho vindo do local, e assim que abriram, identificaram a pele preservada no corpo, o que é caracterizado pela Igreja Católica como santidade, e naquela ocasião, o túmulo foi fechado novamente, para ser reaberto em 2008 após pedido do capelão do mosteiro, Celso Pedro, e assim poder constatar o relato do século XIX. O objetivo da pesquisa seria conhecer melhor a história das irmãs, que contribuíram nos trabalhos de Frei Galvão.

## As múmias
Acredita-se que as irmãs morreram em datas diferentes, sendo que uma delas apresenta um estado de preservação melhor que a outra. Uma delas tem a pele conservada, assim como os sapatos e o terço enrolado nas mãos. A segunda apresenta um estado mais deteriorado, inclusive com as ossadas parcialmente corroídas pelos cupins. Foram encontradas com uma apoiando a cabeça sobre a outra, mas o mais provável é que no momento de se colocar o segundo corpo, a irmã que teve seu corpo enterrado antes foi empurrada, por isso ficando em posição semelhante a um abraço. As primeiras análises, feitas ainda em 2008, indicaram que as irmãs tinham uma rotina de trabalho pesado, tais como lavar, passar e limpar, o que é comum numa vida em mosteiro, mas também apontou a má alimentação delas, pois há características de deficiência de vitaminas identificados em seus restos mortais. A mumificação provavelmente ocorreu de forma natural, devido a boa ventilação do local e a baixa umidade, já que não há documentos que indicam que praticavam técnicas de mumificação entre as irmãs.